# 戶谷公人
戶谷公人（1990年5月7日—），日本男演員，出生於日本東京都品川區，身高181cm，體重55kg。現時為 青二製作 旗下的藝人。

## 來歷
- 2005年，在月刊『De-View』與 アミューズ（AMUSE）合辦的「第1屆AMUSE王子選拔」中獲得第二名。（刊登於『De-View』2005年11月號）
- 2009年3月，在『假面騎士DECADE』中出演海東大樹一角。
- 2018年11月30日宣布退出AMUSE，並於隔日發表移籍青二製作的消息。
- 2022年12月27日，被同為演員的井上正大在Twitter上公開其借錢不還的行為，致名聲掃地。

## 演出作品

### 電視劇
- 今日渋谷6時（2008年1月5日、富士電視台）- 飾演 KIMITO
- 極道鮮師3（2008年4月19日 - 6月28日、日本電視台）- 飾演 高橋公人
- Scrap Teacher～教師再生～ #2（2008年10月18日、日本電視台）- 飾演 不良高校生
- 《假面騎士DECADE》-朝日電視台- 飾演 海東大樹/假面騎士DIEND
- 極道鮮師3 SP（2009年3月28日 日本電視台- 飾演 高橋公人
- 侍戰隊真劍者（2009年7月5日 朝日電視台- 飾演 海東大樹（假面騎士DIEND）
- 樅ノ木は残った(單集SP)（2010年2月20日、朝日電視台）
- 《假面騎士ZI-O》(2019年3月31日(EP29),4月7日(EP30),7月7日(EP42),7月14日(EP43),8月11日(EP47),08月18日(EP48),8月25日(EP Final49)--朝日電視台- 飾演 海東大樹/假面騎士DIEND

### 電影
- 椿三十郎（2007年12月）- 飾演 守島廣之進
- 《劇場版 超•假面騎士電王 & Decade 新世代 鬼島的戰艦》（2009年5月1日）- 飾演 海東大樹/假面騎士DIEND
- 真夏的獵戶座（2009年6月13日）- 飾演 山下寬二
- 《劇場版 假面騎士Decade 全騎士 VS 大修卡》（2009年8月8日）- 飾演 海東大樹/假面騎士DIEND
- 《假面騎士×假面騎士W & Decade Movie大戰2010》（2009年12月12日） - 飾演 海東大樹/假面騎士DIEND
- 《假面騎士X假面騎士X假面騎士 THE MOVIE 超·電王三部曲 EPISODE YELLOW- 寶物DIEND》(2010年6月19日） - 飾演 海東大樹/假面騎士DIEND（主演）
- 《假面騎士x超級戰隊 超級英雄大戰》- 飾演 海東大樹/假面騎士DIEND

### OVA
- 《假面騎士ZI-O NEXT TIME Geiz Majesty》- 飾演 海東大樹/假面騎士DIEND



### 綜藝節目
- 寵物當家（2008年7月 - 、東京電視台）- 固定班底

### 電視動畫
2016年
- 夢幻慶典（風間圭吾）

2017年
- 國王遊戲 The Animation（河上勇佑）

### 網路動畫
2017年
- 夢幻慶典R（風間圭吾）

### PV
- FLOW「ありがとう」（2008年）

### 雜誌
- nicola（2007年11月 -）
- PoodleStyle（2009年）

### 活動
- AMUSE PRESENTS「バラエティショー2006 ～真冬のどんちゃん騒ぎ～」（2006年12月28日）
- AMUSE PRESENTS「ハンサム祭り ～お台場紅白歌合戦～」（2007年12月30日）
- AMUSE PRESENTS「SUPER LIVE 2008 ～ 今宵 あなたとシンギングー ～」（2008年12月30日）
- 「10 th Anniversary Project MASKED RIDER LIVE&SHOW～十年祭～」（2009年6月28日）
- AMUSE PRESENTS「THE GAME ～Boy's Film Show～」（2009年8月14 – 16日）

## 外部連結
- 所屬事務所個人頁面 （页面存档备份，存于）
- 舊BLOG
- BLOG （页面存档备份，存于）